# Phylloglossum drummondii
Phylloglossum drummondii är en lummerväxtart som beskrevs av Kze.. Phylloglossum drummondii ingår i släktet Phylloglossum och familjen lummerväxter. Inga underarter finns listade i Catalogue of Life.
Lummerväxten förekommer på fuktiga sankmarker i de icke tropiska delarna av Australien och på Tasmanien och Nya Zeeland. Den är upp till 5 centimeter hög med några få enkla rötter samt två små underjordiska knölar, några få tuvade, trådsmala blad samt i stängelns spets sittande, ogrenad, axlik sporofyllsamling. De korta, i en spets utlöpande sporafyllen är egentligen endast täckblad för det njurformiga sporangeriet.